# Marco Davide Faraoni
Marco Davide Faraoni (ur. 25 października 1991 w Bracciano) – włoski piłkarz występujący na pozycji obrońcy. Zawodnik klubu Crotone.

## Kariera klubowa

### Kariera juniorska
Marco Faraoni urodził się w Bracciano, Prowincji Rzym, Lacjum.
Piłkarską karierę rozpoczął w młodzieżowych sekcjach klubu S.S. Lazio, grając na pozycji środkowego obrońcy. W rzymskim zespole spędził dwanaście lat.
W dniu 1 lipca 2010 dołączył do Primavery Interu Mediolan na zasadzie transferu definitywnego, podpisując kontrakt obowiązujący do 2014 roku.
Jako zawodnik Primavery zdobył w 2011 Torneo di Viareggio, jedno z najważniejszych młodzieżowych turniejów piłkarskich na świecie, pokonując w finale Primaverę Fiorentiny.

### Inter Mediolan
Kiedy Leonardo sprawował funkcję trenera Interu, Marco był regularnie powoływany do pierwszej drużyny Interu, lecz nie zaliczył w niej ani jednego spotkania. Wraz z początkiem sezonu 2011/12 został włączony do pierwszego zespołu Nerazzurrich. Nowy trener, Gian Piero Gasperini, stawiał na młodego zawodnika w przedsezonowych przygotowaniach, a poważny debiut piłkarz zaliczył w meczu o Superpuchar Włoch, rozgrywanym 6 sierpnia 2011 w Pekinie pomiędzy Milanem, a Interem. Faraoni wszedł za Alvareza w 63. minucie spotkania przy remisie 1:1, spotkanie zakończyło się zwycięstwem Milanu 2:1.
W europejskich pucharach Marco zadebiutował 22 listopada 2011 w meczu przeciwko Trabzonsporowi, rozgrywanym w ramach 5. kolejki fazy grupowej Ligi Mistrzów sezonu 2011/12.

## Kariera reprezentacyjna
Faraoni jest byłym reprezentantem młodzieżowych reprezentacji Włoch. Najwięcej występów zaliczył w reprezentacji U-17 (11 meczów). Stanowił rezerwową opcję za Santonem i Giulio Donatim dla trenera kadry U-21, Ciro Ferrary, podczas eliminacji do Mistrzostw Europy U-21, które odbędą się w 2013 roku.

## Sukcesy
Inter Mediolan Primavera
- Torneo di Viareggio 2011[3]